# South Park: Phone Destroyer
South Park: Phone Destroyer (с англ. — «Южный Парк: Разрушитель Мобил») — free-to-play игра, сочетающая элементы жанров стратегии в реальном времени и коллекционной карточной игры, разработанная RedLynx и опубликованная Ubisoft. Вышла на iOS и Android 9 ноября 2017 года.

## Геймплей
Вы играете составленной вами колодой из 12 карт. Большинство карт — это персонажи мультсериала «Южный Парк», представленные в различных амплуа. Карты можно разблокировать и получать по мере прохождения игры или открывая карточные пакеты. Различные виды карточных пакетов можно получить в процессе игры или приобрести посредством микротранзакций. Каждая карта имеет стоимость в единицах энергии. Энергия восстанавливается с течением времени. Помимо стоимости все карты имеют набор характеристик (класс, урон, здоровье и т. д.), а некоторые — индивидуальные дополнительные способности. Игра начинается с однопользовательского обучающего режима, но в дальнейшем приоритетными становятся PVP-сражения и участие в командных событиях и противостояниях. В целом, по механике игра частично схожа с Clash Royale.

## Релиз
Игра была представлена на конференции Ubisoft в рамках E3 2017, затем была выпущена во всём мире 9 ноября 2017 года. Игра была запущена постепенно в рамках бета-версии в Канаде, Дании, Финляндии, Бразилии, Норвегии и Швеции.

## Сюжет
Дети Южного Парка спорят о том, во что им играть. Картман, в образе шерифа, решает, что дети должны играть в ковбоев и индейцев. Дети неохотно соглашаются на это под предлогом, что Новичок (игрок) поможет ковбоям победить. Картман связывается с Новичком по FaceTime и приглашает его поиграть.

## Командный режим
Режим противостояния между командами был добавлен в январе 2019. До этого момента членство в команде давало лишь возможность обмена картами и получения командных карточных пакетов. После этого обновления появились т. н. Войны Команд — специальный режим, в котором игроки стараются набрать очки, сражаясь с участниками других команд. Сумма этих очков определяет позицию команды в общемировом рейтинге.

## Оценки
| Сводный рейтинг       | Сводный рейтинг |
| Агрегатор             | Оценка          |
| --------------------- | --------------- |
| Metacritic            | 67/100          |
| Иноязычные издания    |                 |
| Издание               | Оценка          |
| Destructoid           | 6/10            |
| Русскоязычные издания |                 |
| Издание               | Оценка          |
| «Игры Mail.ru»        | 6/10            |

Игра набрала 67 из 100 баллов на Metacritic.